# Битва за Китайскую ферму

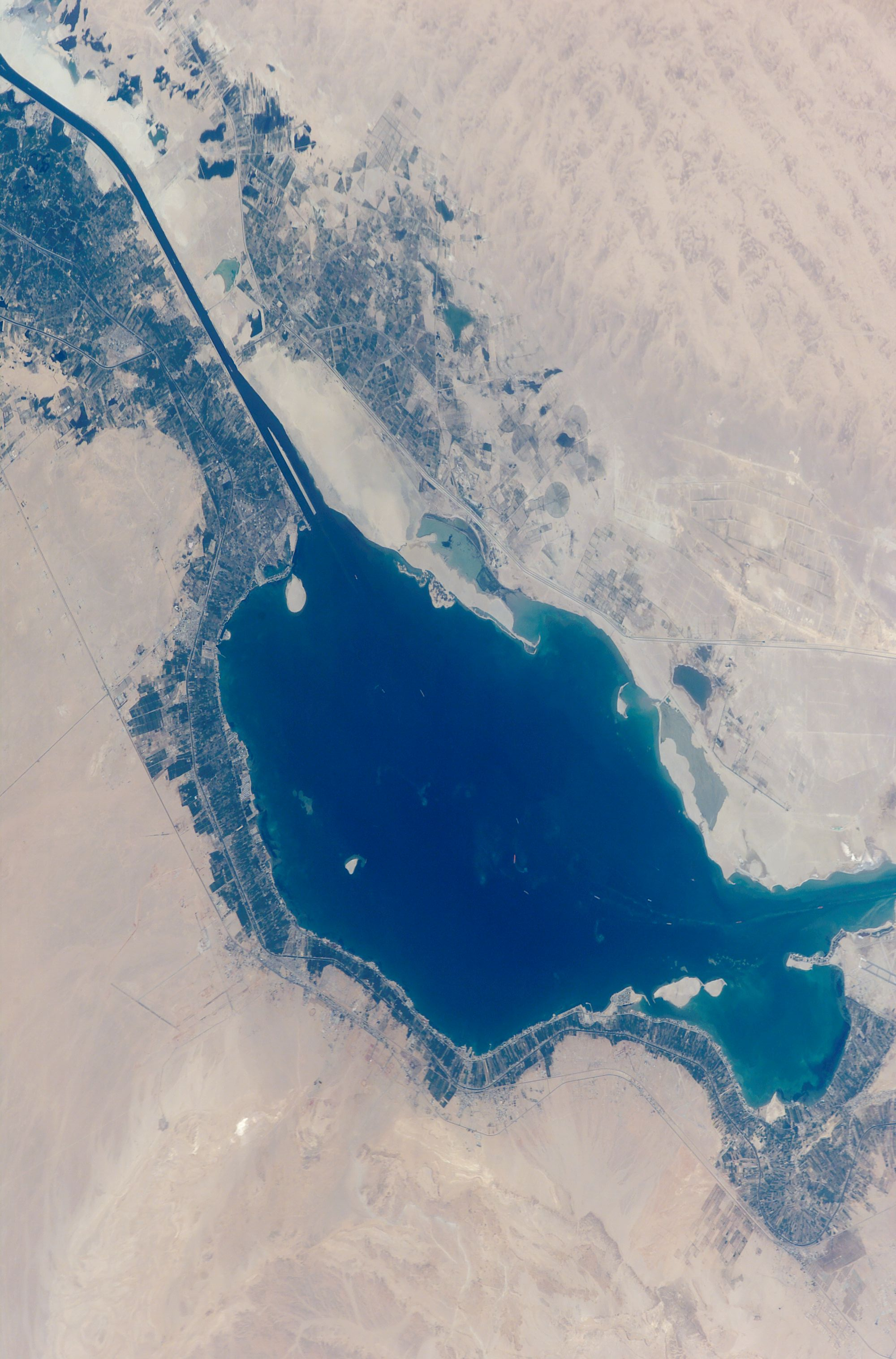
Место действия

Би́тва за Кита́йскую фе́рму (ивр. קרב החווה הסינית‎, араб. معركة المزرعة الصينية‎, англ. Battle of the Chinese Farm) — сражение в рамках Войны Судного дня между израильской и египетской армиями. Происходило с 15 по 18 октября 1973 года с восточной стороны Суэцкого канала у северной оконечности Большого Горького озера. Крупнейшее танковое сражение войны. Эта битва стала самым кровопролитным сражением войны, и считается самой жестокой танковой битвой в послевоенной истории.
Целями израильской атаки были прорыв стыка между 2-й и 3-й египетскими армиями и форсирование Суэцкого канала в районе деревни Аль-Галаа, где находилась так называемая Китайская ферма (Китайской фермой на израильских картах была названа египетская опытная сельскохозяйственная станция; там было много японского оборудования, а израильские солдаты, не будучи специалистами, приняли японское письмо за китайское). Сражение проводилось на крайне маленьком участке территории при очень большом количестве задействованных танков.
Битва стала частью израильского контрнаступления и оказала решающее воздействие в успехе Израиля в Войне Судного дня.

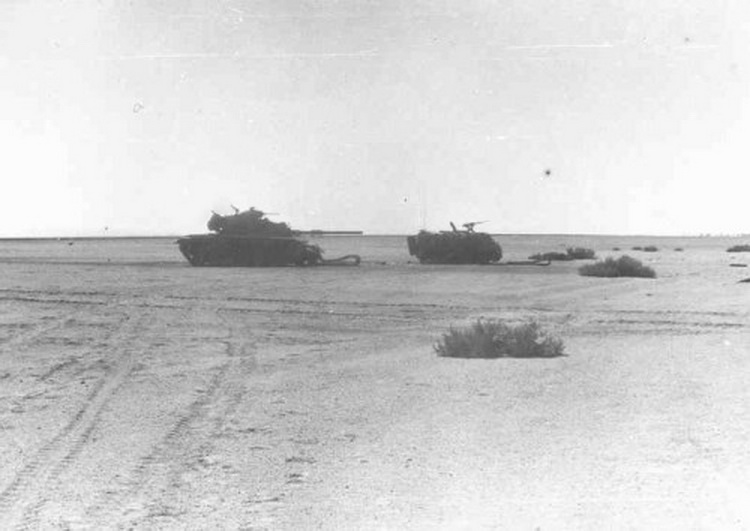
Подорвавшаяся на минах израильская бронетехника

## До 15 октября
Уже в первые дни войны у «Китайской фермы» (район наступления египетской 16-й пехотной дивизии) происходили одни из самых жестоких танковых сражений. Утром 10 октября израильские самолёты-разведчики в этом районе идентифицировали 160 боеспособных и 50 подбитых египетских танков.
Для контрнаступления на этом направлении Израиль использовал самые современные танки в своём арсенале, новейшие американские M60A1 (для которых это был боевой дебют). В результате контратаки 9 октября израильская 600-я бронетанковая бригада, вооружённая новейшими машинами, в этом районе в течение считанных минут потеряла 25 танков, больше половины из них остались на контролируемой египтянами территории.

## Позиции и силы сторон
Израильтяне планировали форсировать Суэцкий канал в районе Деверсуара и захватить плацдарм на западном берегу такого размера, чтобы место форсирования оказалось вне радиуса попадания египетских мин и противотанковых ракет. После этого к каналу следовало подтащить заранее подготовленный мост и навести его.
143-й дивизии генерала Шарона было поручено не только форсировать канал, но и расширить коридор к нему на восточном берегу, заняв Китайскую ферму и укрепление «Миссури». Это открыло бы два шоссе, ведущие к каналу, по которым было бы легко доставить к каналу уже смонтированные мосты; дороги были подготовлены израильтянами ещё в годы «войны на истощение». В районе намеченного форсирования у Деверсуара была подготовлена зона с высокими насыпями вокруг, создававшими как бы большой защищённый двор, где войска могли бы провести последние приготовления перед форсированием.
По плану Шарона 600-я бронетанковая бригада полковника Тувии Равива должна была начать атаку на южном фланге плацдарма египетской 2-й армии. Тем временем 14-я бригада Решефа должна была пройти с юга через дюны к каналу; одна часть должна была отбить у египтян укрепление «Мацмед» (на пересечении Суэцкого канала и Большого Горького озера), другая — очистить дорогу Акавиш, третья — двинуться на север, чтобы расширить коридор в направлении «Китайской фермы», а затем занять дорогу Тиртур. На направлении израильского удара стояла 21-я бронетанковая дивизия египтян.
В сражении с израильской стороны приняли участие 143-я бронетанковая дивизия под командованием генерал-майора Ариэля Шарона и 162-я бронетанковая дивизия под командованием генерал-майора Авраама Адана; с египетской — 21-я бронетанковая дивизия под командованием бригадного генерала Абд Раб эль-Наби Хафеза, 16-я пехотная дивизия под командованием бригадного генерала Хасана Абу Саада, 25-я отдельная бронетанковая бригада под командованием полковника Ахмеда Хельми Бадави и 24-я бронетанковая бригада.
Силы сторон на вечер 15 октября:
- Израиль — 14-я бронетанковая бригада в составе 97 танков (79-й батальон — 22 танка, 184-й батальон — 21 танк, 407-й батальон — 31 танк, 87-й разведбатальон — 22 танка, 1 танк командира бригады).
- Египет — 21-я бронетанковая дивизия в составе 136 танков (1-я бронетанковая бригада — 66 танков, 14-я бронетанковая бригада — 39 танков, 4-й танковый батальон 18-й механизированной бригады — 31 танк)[11].

За всё сражение Израиль задействовал примерно 440 танков (около 230 в 143-й дивизии и около 210 в 162-й дивизии), Египет — 232 танка (136 танков Т-55 21-й дивизии, 75 танков Т-62 25-й бригады и 21 танк Т-55 3-го танкового батальона 24-й бригады).

## Решающая битва
15 октября в 16:00 14-я бригада Решефа в составе четырёх танковых батальонов и трёх батальонов пехоты на полугусеничных транспортёрах начала операцию. В 17:45 перед началом боя Амнон Решеф произнёс длинную мотивационную речь, чего не делал прежде. С закатом бригада спустилась с высот и пошла на юго-запад к Большому Горькому озеру. Не встретив сопротивления, она дошла до Лексикона на Большом Горьком озере и повернула на север.
7-й батальон продолжил движение к западу от Лексикона, обошёл слева Китайскую ферму и двинулся на север, чтобы дойти до египетского моста, находившегося севернее Мацмеда (занятого к тому времени израильской дивизионной разведкой). 18-й батальон шёл следом за 7-м на его восточном фланге и повернул к востоку от Лексикона в направлении укрепления «Миссури». 40-й батальон ударил на северо-восток, послав одну роту по дороге Тиртур и одну — по дороге Акавиш, и зашёл в тыл египетским частям, размещённым на этих дорогах. 42-й пехотный батальон с половиной танковой роты пошёл за дивизионной разведкой к западу от Лексикона для ликвидации остатков египетской пехоты. Отряд Шмулика, включавший две роты кадровых парашютистов и половину танковой роты, направился за 40-м пехотным батальоном, чтобы очистить Китайскую ферму. 3-й резервный пехотный батальон остался в резерве.
В результате получилось, что израильтяне прошли сквозь незащищённый южный фланг египетской 2-й армии на стыке участков фронта 2-й и 3-й египетских армий и оказались в административном центре египетской 16-й пехотной дивизии, к которой подтянулась пострадавшая в бою 14 октября 1973 г. египетская 21-я бронетанковая дивизия. Обнаружив в самом центре своих позиций израильские части, египтяне запаниковали, началась стрельба из всего, что могло стрелять, во всех возможных направлениях. В итоге дивизионная разведка дошла до Мацмеда и до канала к северу от него, а Решеф находился севернее Китайской фермы и продвигался двумя батальонами на север. Перекрёсток Тиртур-Лексикон был перекрыт, и остатки бригады со значительным числом раненых и убитых остановились к югу от него. Пехота понесла тяжёлые потери.
В 10 часов вечера командир 7-го батальона, находившегося севернее Мацмеда, сообщил, что у него осталась только треть сил. Поняв, что его бригада растянулась слишком широко, Решеф приказал 7-му батальону отступить и подойти вплотную к 18-му батальону в километре к северу от Китайской фермы. Тем временем разгоралось сражение за дорогу Тиртур, но в ночной неразберихе руководство боем с обеих сторон стало невозможным. Находившийся в резерве Решефа батальон парашютистов вновь и вновь атаковал перекрёсток Тиртур-Лексикон, не понимая, что атакует массу войск порядка дивизии; в результате он понёс тяжёлые потери. В 4 часа утра 16 октября Решеф попытался атаковать с тыла перекрёсток Тиртур-Лексикон, но атака провалилась. На рассвете Решеф вновь атаковал перекрёсток, но на этот раз, чередуя огонь и передвижение, его танковая рота стала обстреливать египтян с максимальной дистанции. Утомлённые ночным боем, египтяне не выдержали и бежали; перекрёсток перешёл в руки израильтян. Решеф попытался продвинуться на северо-восток по дороге Тиртур, но был остановлен огнём египетских танков, противотанковых орудий и ракет со склонов позиции «Миссури». В результате дорога Тиртур по-прежнему оставалась закрытой, а египтяне нажимали с севера на силы, удерживавшие позиции к западу от Китайской фермы. Оставив батальон в обороне на севере, Решеф отвёл свою бригаду к Лакекану на берега озера для переформирования. В ходе «яростных ночных боев» 143-я дивизия Шарона потеряла около 300 человек и 70 танков из 97. К началу сражения египтяне имели 136 танков. По утверждению Хаима Герцога, египтяне потеряли около 150 танков, что больше, чем египтяне имели (некоторые израильские источники насчитали 250 уничтоженных египетских танков).
Вечером 15 октября Шарон, которому ошибочно сообщили, что силы египтян находятся на грани капитуляции, доложил командованию, что дорога Акавиш открыта. Однако на самом деле после того, как части Решефа прошли вперёд, египтяне переформировались, расположились со своими противотанковыми орудиями в тылу частей Решефа и вновь перекрыли Акавиш, о чём израильтянам известно не было.
В ночь с 15 на 16 октября израильский механизированный батальон форсировал Суэцкий канал и высадился на его западном берегу. Однако над израильскими войсками продолжала нависать «проблема Китайской фермы»: если не будет гарантирована связь с передовыми частями по восточному берегу — вся операция будет обречена на неудачу, для наведения мостов было необходимо расчистить дороги к каналу. Против египтян, удерживавших дороги Акавиш и Тиртур, израильское командование бросило парашютистов. Во время 14-часового боя израильская разведка обнаружила, что дорога Акавиш свободна, и пока батальон израильских парашютистов сковывал боем египетские силы численностью порядка дивизии, израильтяне доставили к каналу понтонное оборудование.
Получив информацию о появлении израильских войск на западном берегу канала, египетский генштаб сначала не принял её всерьёз. После полудня 16 октября египтяне решили нанести утром 17 октября удар в районе израильской операции, но возник вопрос — делать это на западном берегу или на восточном? Так как удар на западном берегу требовал переброски войск с восточного берега, было решено наносить удар на востоке.
Утром 17 октября контратакующие египетские части вышли с позиции «Миссури» и из района «Китайской фермы» с целью разблокировать дорогу Акавиш. На западе зоны атаки батальон Амира Яффе успешно отразил серию атак без потерь со своей стороны. Тем временем командир израильской 162-й дивизии Адан реорганизовал свои силы для усиления 198-го батальона Яффе. Генерал Адан приказал бросить в атаку все имеющиеся боеспособные танки к «Китайской ферме». В результате произошло массовое встречное танковое сражение между 1-й и 14-й египетскими бригадами и 162-й и 143-й израильскими дивизиями. В результате пятичасового ожесточенного боя Адан обеспечил контроль над дорогами Тиртур и Акавиш и захватил южную часть «Китайской фермы». По западным данным, израильтяне потеряли от 80 до 100 танков, египтяне — минимум 160 (какое египетское подразделение могло потерять столько танков, не указывается; стоит заметить, что к этому времени 21-я дивизия, имевшая вначале всего 136 танков, не получила никаких подкреплений).
В это время командование египетской 3-й армии направило на соединение с силами 2-й армии 25-ю бронетанковую бригаду. Израильтяне поймали её в ловушку в районе Большого Горького озера, и к вечеру 17 октября египетская бригада в неравном бою понесла большие потери от огня ПТУР, авиации и танков. Израильтяне в этом бою имели двукратное численное преимущество в танках и фактор засады. В разных источниках называются разные данные о потерях 25-й бригады: по данным египетского историка Гаммал Хаммада, было подбито 65 из 75 танков бригады, ещё по одним египетским данным потери составляли 30 % танков, но неясно, была ли это разница безвозвратных потерь. По израильским данным, 25-я бригада потеряла от 50-55 танков до 86 из 96 танков. Египетская авиация прикрыла отход 25-й бригады, нанося удары по наступающим израильским войскам, израильтянам не удалось занять оставленные египтянами позиции, в результате ни одного египетского танка Т-62, ни подбитого ни целого, израильтянам захватить не удалось.
18 октября бригада Решефа, перегруппировавшись, атаковала с тыла «Китайскую ферму». Египетские силы были утомлены упорными боями, и на этот раз израильская атака завершилась успехом.

### Применение авиации
16 октября в области Диверсуар египетский вертолёт Ми-8Т обнаружил вражеские силы, переправляющиеся на западный берег канала. Для атаки войск противника были задействованы все доступные силы ВВС Египта. В течение 16 октября в районе сражения подтверждённые потери ВВС Египта составили 2 самолёта, израильтяне потеряли не меньше 2 самолётов: 1 A-4 (б/н 751) и 1 Mirage (б/н 536).
Для атак в районе переправы использовалась также «инструкторская» эскадрилья ВВС Египта из 12 учебно-тренировочных L-29. 17 октября эскадрилья нанесла удары в районе Деверсуара. С этого момента «Дельфины» ежедневно совершали по 20—24 боевых вылета. В ходе основной фазы битвы за «Китайскую ферму» ни одного L-29 не было потеряно. Десятки бомб в районе переправы сбросили египетские тяжёлые бомбардировщики Ту-16. Потерь они не понесли.
17 октября в ходе отражения атаки египетской 25-й бригады большое значение сыграли удары израильской авиации, египетская же авиация в этом бою, в составе восьмёрки МиГ-17, прикрыла возвращение танков 25-й бригады. В одном из первых вылетов по израильской переправе египетская авиация уничтожила плавучий паром Gillios. 18 октября повреждения израильской понтонной переправы были уже значительными. Израильтянам пришлось применять специальную технику, чтобы отремонтировать мост.
В течение 17 октября израильтяне потеряли не меньше 5 самолётов в районе сражения: 2 A-4 (б/н 222 и б/н 59), 1 F-4 (б/н 620), 1 SMB.2 и 1 Bell 205 (б/н 027). Египетские потери неизвестны.
В течение 18 октября о безвозвратных потерях израильской авиации в районе сражения информации нет.
Всего в районе сражения известно о не менее чем 7 единицах израильских безвозвратных потерь авиации. Полные потери египетской авиации неизвестны. Согласно утверждениям израильтян, ими было уничтожено 25 египетских летательных аппаратов.

### Итоги сражения
К моменту окончания 60-часовой почти беспрерывной танковой битвы вся местность в районе «Китайской фермы» была усеяна сгоревшей израильской и египетской бронетехникой. Сотни танков, сотни бронетранспортёров и огромное количество другой техники заполонили небольшой участок земли.

Это было, как будто произошла рукопашная схватка танков… Приблизитесь ближе, и вы можете увидеть египтян и евреев, погибших друг около друга, солдат, которые выпрыгивали из горящих танков и вместе погибали. Ни одна картина не может передать ужас той сцены, никто не может представить, что здесь произошло.
— Ариэль Шарон, командир израильской 143-й бронетанковой дивизии, после прибытия на место сражения
18 октября на место сражения прибыл министр обороны Израиля.

Я не первый раз на войне, но я никогда не видел ужаса как этот. Ни в бою, ни на картине, ни в фильмах.
— Моше Даян, министр обороны Израиля, после прибытия на место сражения

## Последствия
В результате победы в боях за «Китайскую ферму» израильтяне обеспечили безопасность коридора, по которому шло снабжение их войск на западном берегу Суэцкого канала. Решеф продолжил наступление на север, добиваясь расширения коридора. Выход израильских войск на западный берег Суэцкого канала и перенос военных действий на территорию Египта привели к окружению 3-й египетской армии и вынудили Египет начать мирные переговоры.

## Потери
Битва за «Китайскую ферму» стала самым кровопролитным сражением в истории конфликта как для израильтян, так и для египтян. Потери техники и пехоты были настолько тяжелы, что поле боя удалось расчистить лишь через 3 недели.

### Потери пехоты
16-я пехотная бригада Египта потеряла в сражении 90 % своих сил (убитыми и ранеными). Полные цифры потерь из египетских источников неизвестны. Существует оценка американских экспертов, которая составляет 3400 убитых и раненых египетских солдат. Из них в первом бою у «Китайской фермы» 700 пострадавших, во втором бою у «Китайской фермы» 1800 пострадавших и во время форсирования израильтянами канала 900 пострадавших. 198 египетских солдат попало в плен.
Потери израильской живой силы в ходе операции «Абирей Лев» оцениваются по разному. По израильским данным они составили 450 убитых и 1200 раненых, то есть всего 1650 пострадавших, но информация по пленным неизвестна. Американские источники дают несколько иные оценки израильских потерь, по их данным в ходе операции израильтяне потеряли 2358 солдат убитыми и ранеными. Из них в первом бою у «Китайской фермы» 1193 пострадавших, во втором бою у «Китайской фермы» 785 пострадавших и во время форсирования канала 380 пострадавших.

### Потери техники
В 21-й египетской бронетанковой дивизии к моменту окончания сражения осталось 40 танков от изначальных 136. За время сражения тыловые службы отремонтировали и вернули в строй 122 египетских танка подбитых ранее и в ходе сражения. Ниже приведены потери дивизии по бригадам:
- В 1-й бригаде осталось 9 боеспособных танков от 66 изначальных[13].
- В 14-й бригаде осталось 20 боеспособных танков от 39 изначальных[42].
- В 18-й бригаде соответственно осталось 11 боеспособных танков от 31 изначального.

Несмотря на огромные потери, дивизия осталась боеспособной и в дальнейших боях продолжала защищать южный фланг 2-й армии.
10 оставшихся танков 25-й египетской бронетанковой бригады отошли к опорному пункту «Ботзер» и продолжали защищать северный фланг 3-й армии.
Это даёт в сумме не меньше 161 подбитого египетского танка в ходе сражения, без учёта потерь танков 3-го батальона египетской 24-й бригады.
Израильские потери танков были сопоставимы. За время сражения тыловые службы отремонтировали и вернули в строй 40 израильских танков подбитых ранее и в ходе сражения.
Потери другой техники тоже были очень большими. Например, журналисты указывали, что коридор Таса был буквально «устлан» подбитой бронетехникой, включая сожжённую батарею из 6 израильских самоходных орудий и огромного количества грузовиков снабжения.

## После 18 октября
Отдельные танковые столкновения продолжались до самого объявления перемирия. Основные удары были направлены израильтянами на расширение плацдарма к северу от Аль-Галаа («Китайской фермы»).
19 октября 429-й батальон майора Арье Ицхаки (на тот момент он был в составе 274-й бригады Гонена) атаковал египетские позиции на холме Хамуталь (находившегося чуть южнее дороги на Исмаилию примерно в десяти километрах к северо-востоку от фермы), атака была отбита ПТУРами. Три выведенных из строя «Центуриона» и командир роты остались на холме. Это была восьмая по счёту неудачная попытка взять Хамуталь.
Через два дня была проведена последняя, 9-я попытка штурма холма силами 2 рот танков Ti-67 из батальона «Force Lazy» 274-й бригады и 2 рот мотопехоты на M113 «Зельдах». В этот раз ценой значительных потерь часть холма удалось взять. Ни одно египетское подразделение не было атаковано столько раз, как на Хамутале. За частичный успех в этом бою израильтяне за все 9 попыток штурма потеряли 61 человека убитыми, около 100 ранеными и 6 пленными. На контролируемой египтянами территории остались 19 израильских танков, 6 БТР и две полугусеничных боевых машины M3.
20 октября израильская 600-я бронетанковая бригада пошла на штурм холма Миссури, находившегося в паре км к северу от ферму. Это был последний крупный бой танков с танками в ходе сражения за «Китайскую ферму». В результате боя израильская атака была отбита, в 410-м батальоне уцелело всего 4 из 26 танков M60.
Вечером 22 октября в районе переправы разорвались две египетские баллистические ракеты Р-17 «Скад». Одна попала по расположению техники 600-й бригады. 7 танкистов из 410-го батальона 600-й бригады были убиты и неизвестное число было ранено.
24 октября, когда вступило в силу официальное соглашение о прекращении огня, из трёх намеченных целей (Западный Хамуталь, Восточный Хамуталь и Миссури), израильтянам удалось вернуть Восточный Хамуталь.

## Награды
В 2006 году двое бойцов, участвовавших в битве за Китайскую ферму, подали иск в Высший суд справедливости с иском на проверку свидетельских показаний, согласно которым присваивались награды.